# Lada

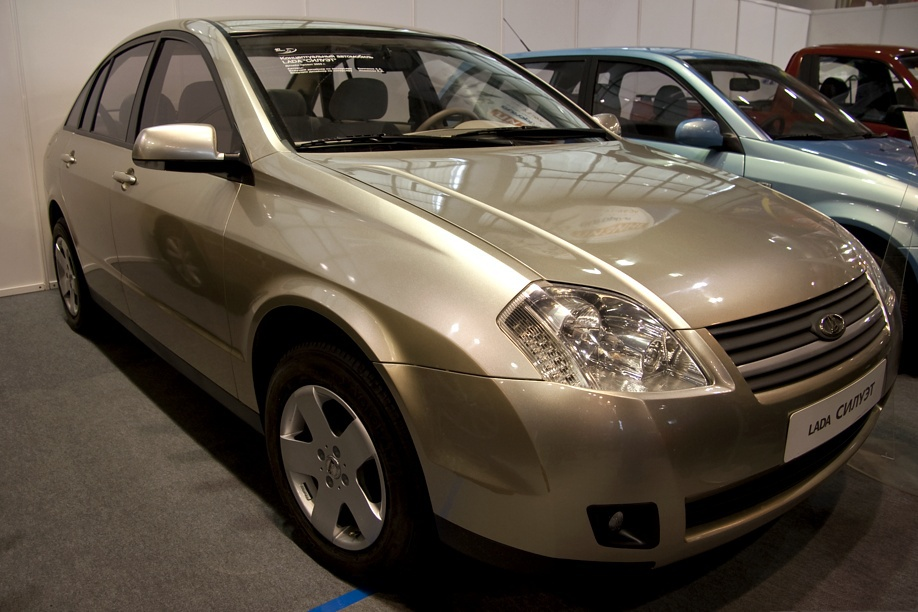
Xe Lada đời mới

Lada là thương hiệu của AvtoVAZ, một nhà sản xuất ô tô Nga tại Togliatti, Samara Oblast. Tất cả xe của AvtoVAZ được bán hiện tại đều mang thương hiệu Lada nhưng trong quá khứ không luôn là như vậy. Những chiếc Lada từng là xe xuất khẩu của AvtoVAZ, các model tương tự được bán dưới thương hiệu Zhiguli trong thị trường nội địa Xô viết từ năm 1970. Chúng trở nên đặc biệt thông dụng trong những năm Chiến tranh Lạnh tại Nga và Đông Âu, đặc biệt tại các quốc gia thuộc Khối Xô viết cũ nơi chúng đã trở thành một biểu tượng của cuộc sống thành thị. Từ các thành phố như Praha tới Astana, Kazakhstan những chiếc xe Lada đã trở nên cực kỳ phổ thông trong thành phố.
Lada được biết đến ở Tây Âu khi bán những chiếc VAZ-2101 dựa trên Fiat 124 cùng nhiều biến thể xe nhỏ của nó với số lượng lớn hồi thập niên 1980, nhưng những model sau này không có được thành công tương tự.
Dòng Lada sedan/estate thông dụng, thỉnh thoảng được gọi là Classic ở phương Tây (Signet tại Canada), một phần dựa trên chiếc sedan Fiat 124 năm 1966, và đã trở thành một trong những chiếc xe thành công nhất trong lịch sử. Những mấu chốt thành công là: giá thành xuất khẩu cạnh tranh, các hệ thống cơ khí DIY đơn giản và thân thiện, chức năng trung bình và thiếu đối thủ cạnh tranh tại thị trường nội địa Liên Xô. Từ năm 1980 hơn 13.5 triệu chiếc Lada đã được treo nhãn 'Rivas', (thiết kế lại để giống với dòng Volvo 200 series được ưa chuộng), với 5 triệu chiếc khác chế tạo trong giai đoạn 1969 - 1979 (được đánh số 2101-2107 dựa trên kích thước động cơ/tiêu chuẩn nội thất) với tổng cộng hơn 18.5 triệu chiếc. Lada dừng dòng Classic trong thập niên 1990 nhưng việc sản xuất các model nâng cấp vẫn tiếp tục với số lượng khá lớn ở những địa điểm khác. Chiếc xe này được sản xuất theo giấy phép tại nhiều quốc gia khác nhau.

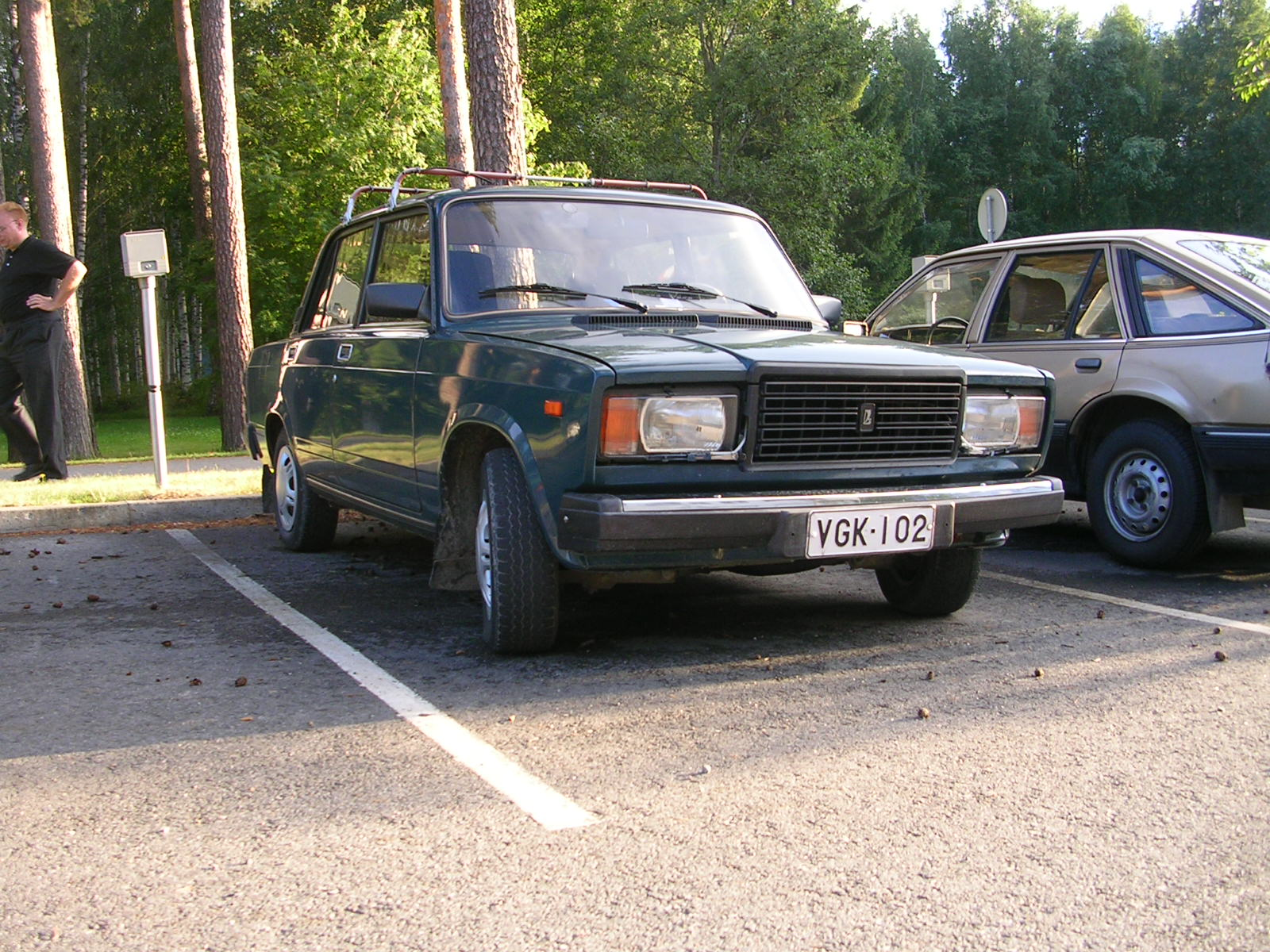
Lada 1700i

Được xuất khẩu khắp thế giới trong thập niên 1980 và 1990, Lada là nguồn thu ngoại tệ lớn cho nền kinh tế khó khăn của Liên Xô, và cũng được sử dụng làm hàng hoá trao đổi tại một số nước. Hơn 3/5 lượng xe chế tạo được xuất khẩu, chủ yếu tới các nước phương Tây (Hoa Kỳ là thị trường lớn duy nhất không nhập khẩu Lada, có lẽ vì các nguyên nhân chính trị) và Lada là thương hiệu xe hơi duy nhất có mặt trên mọi lục địa của thế giới, gồm cả Nam Cực (nơi các căn cứ nghiên cứu Nga sử dụng Lada Nivas). Thiết kế thô của Lada Classic, cùng với khung gầm thép nặng, để thích ứng với thời tiết khắc nghiệt tại Siberia, điều kiện đường sá kém và ít cơ sở sửa chữa tại nhiều vùng Siberia, có nghĩa quãng đường đi được (300,000 dặm [480,000 km]) chỉ có thể có ở những điều kiện hoạt động ít khắc nghiệt hơn. Vì giá thành rất cạnh tranh và sửa chữa dễ dàng, Lada thường được dùng làm xe cảnh sát, taxi và nhiều loại phương tiên dịch vụ công cộng/dân sự ở nhiều vùng tại Châu Âu, Châu Phi và Caribbean.
Tháng 3 năm 2008, Renault đã mua lại 25% cổ phần trong AvtoVAZ với giá $US1 tỷ. Điều này khiến mọi người hy vọng những model Lada mới sẽ được phát triển trên các dây chuyền lắp ráp cũ của Nga và tăng số lượng xuất xưởng. 75% cổ phần còn lại của AutoVAZ vẫn thuộc sở hữu của Rostekhnologia corporation, một tập đoàn nhà nước. Lada hiện là một phần của tập đoàn Renault-Nissan-Lada, tập đoàn ô tô lớn thứ ba thế giới (sau General Motors và Toyota)  Dù một làn sóng xe ngoại tràn vào thị trường Nga trong những năm gần đây, Lada vẫn duy trì được doanh số bán hàng của mình.
Năm 1993, TTS, được thành lập vào năm 1992 bởi Vyacheslav Zubarev, đã ký hợp đồng với AvtoVAZ. Năm 1995, trung tâm xe hơi lada chính thức đầu tiên được khai trương tại thành phố Naberezhnye Chelny và bắt đầu giao hàng trực tiếp từ nhà máy ô tô. Năm 1995, một văn phòng đã được mở tại Kazan. Cho đến năm 1997, ô tô được lái từ Naberezhnye Chelny. Sau đó, chúng được vận chuyển bằng đường sắt.

## Quốc gia

### Australia
Ladas lần đầu tiên được nhập vào Australia năm 1988, với chiếc Niva compact 4WD và sau này là chiếc Samara 3dr hatchback. Chiếc Samara 5dr hatchback và 4dr sedan sau này gia nhập cùng Samara 3dr hatch, nhưng được đặt những cái tên khác nhau - chiếc 5dr hatchback được gọi là Lada Cevaro và chiếc 4dr sedan được bán dưới thương hiệu Lada Sable. Chiếc Lada Niva 4WD cũng được cung cấp dưới dạng một xe tải ute/pickup dựa trên việc kéo dài trục cơ sở và một mái mềm 2dr trên đỉnh với chỉ 100 chiếc được cho là đã được nhập khẩu vào Australia.
Tuy doanh số bán ban đầu đầy hứa hẹn, các báo cáo về chất lượng thấp và độ tin cậy nhanh chóng làm chúng mất điểm, doanh số giảm còn dưới 100 chiếc. Mọi người cho rằng Lada thực tế đã được dừng nhập khẩu vào Australia năm 1994, nhưng vẫn phải mất 2 năm để bán nốt những chiếc tồn kho.
Chiếc Lada Niva cũng hơi được ưa chuộng sau đó tại Australia và nếu bạn có nhìn thấy một chiếc Lada trên những con đường Australia, nhiều khả năng đó là một chiếc Niva.
1996 là năm cuối cùng Lada bán xe trên thị trường Australia trước khi rút lui hoàn toàn.

### Brazil
Xe Lada bắt đầu được nhập khẩu vào Brasil năm 1990, khi tổng thống Brazilia Fernando Collor dỡ bỏ lệnh cấm nhập khẩu ô tô. Trên thực tế, Lada là thương hiệu nước ngoài đầu tiên vào thị trường ô tô Brazil sau lệnh của Collor năm 1990. Ban đầu, các model Lada 2105(sedan) và 2104 (station wagon) (được gọi là Lada Laika) và Lada Niva là những model thành công vì giá thành thấp. Một thời gian ngắn sau đó, chiếc Samara được giới thiệu. Samara chưa bao giờ thành công ở Brazil. Sự nổi tiếng của model Laika và Niva bắt đầu giảm sút sau vài năm bởi khách hàng nhận ra chất lượng yếu kém của tất cả các model Lada. Những chiếc xe này bị chỉ trích rộng rãi vì thiết kế kém của chúng. Tuy nhiên, Niva vẫn mạnh trên thị trường xe off-road, thậm chí có một phiên bản limited riêng cho thị trường Brazil (Niva Pantanal). Nó tiếp tục được bán tới tận năm 1997. Nhiều chiếc Lada Nivas cuối cùng được bán ở Brazil sử dụng động cơ diesel. Đa số xe Niva bán tại Brazil vẫn đang hoạt động và những chiếc xe cũ vẫn có giá mua cao trên thị trường xe cũ. Trên thực tế, tại Brazil, một chiếc Niva đời 1991 ở tình trạng tốt có thể có giá tới R$11,000 hay US$5,500, cao hơn rất nhiều giá trung bình trên thị trường xe cũ Brazil vào năm đó. Giá bình quân cho một chiếc Lada Niva sản xuất năm 1991 hay 1992 khoảng R$6,000 (khoảng US$3,000) tại trị trường xe cũ Brazil. Tới 30,000 chiếc Lada đã được bán tại Brazil trong khoảng 1990 và 1997. Từ năm 1990 tới năm 1992, Lada bán nhiều xe hơn mọi loại xe nhập khẩu khác ở Brazil. Một người Brazil thích xe Niva được gọi là một "niveiro" ở Brazil.

### Canada
LadaCanada bắt đầu nhập khẩu xe Nga năm 1979. Model đầu tiên là chiếc Lada 2106, với động cơ 1500 cc.
Sau này, chiếc Lada Niva, 1.6L 4x4 Lada, thành công lớn, với hơn 12,000 chiếc được bán tại Canada trong năm đầu tiên được nhập khẩu. Tới cuối những năm 2000, nhiều đại lý Lada và các sản phẩm Lada hầu như đã biến mất khỏi các con phố Canadia. Có một số chiếc Lada vẫn được sử dụng tại Canada. Thị trường xe Canadia hiện bị thống trị bởi các nhà sản xuất lớn ở Bắc Mỹ, Tây Âu, Nhật Bản và Hàn Quốc.

### Thổ Nhĩ Kỳ
Lada bước vào thị trường Thổ Nhĩ Kỳ cuối thập niên 1980. Đa số doanh số từ Samara, được đưa ra thị trường với giá rẻ, tuổi thọ dài, và mức tiêu thụ nhiên liệu khá thấp. Lada Niva cũng có mặt trên thị trường xe 4x4. Các model mới như 2110 vẫn đang được bán tại Thổ Nhĩ Kỳ, dù không có được thành công như Samara.

### Anh Quốc và Ireland
AvtoVAZ bắt đầu xuất khẩu xe sang UK và Ireland năm 1974 với thương hiệu Lada. Dòng xe dựa trên Fiat 124 được biết tới vì kỹ thuật cổ điển của nó, tiêu thụ nhiều nhiên liệu và chạy như xe tăng, nhưng nó được mọi người ưa thích vì sự thô kệch, không gian rộng, ngăn để hành lý lớn và giá thành thấp. Phiên bản Riva sau này Riva có đặc điểm là lò xo giảm xóc bằng thép không rỉ. Giá thấp là một ưu thế lớn trong thời kỳ suy thoái hồi thập niên 1980. Lada cũng thích hợp với người già, ít đi xe và mức tiêu thụ nhiên liệu cao cũng không phải là một vấn đề lớn.
Sau khi giới thiệu dòng Riva năm 1980, doanh số trong suốt thập niên 1980 đặc biệt lớn, với mức đỉnh tại Vương quốc Anh và Ireland năm 1988 là 33,000 chiếc (gần 2% doanh số xe hơi tại Anh Quốc). AvtoVAZ đã xây dựng một mạng lưới nhà phân phối tại Anh và Ireland thông qua công ty liên kết là Satra Motors. Một đoạn quảng cáo đáng nhớ về Riva cũng được sản xuất trong giai đoạn này dựa theo hài kịch đúp Cannon & Ball. Một số nhà phân phối là chuyên nghiệp và một số là đại lý. Các nhà phân phối thuộc sở hữu của Strata đều bị bán đi năm 1987 và 1988.
Lada là một nạn nhân của các vấn đề kinh tế và chính trị của Nga hồi cuối thập niên 80 và đầu thập niên 90. Họ không thể đầu tư thích đáng vào phát triển sản phẩm và dịch vụ. Tới thập niên 1990 bản thiết kế cơ bản của Riva đã trở lên quá cũ. Thậm chí các mức giá tiêu chuẩn dưới £5,000 cũng không đủ để che giấu sự cổ lỗ của bản thiết kế năm 1966. Doanh số bán hàng tại Anh & Ireland giảm sút chỉ còn 8,000 chiếc năm 1996, năm cuối cùng xe Lada được tiếp thị đầy đủ tại Anh và Ireland. Trong giai đoạn này, nhiều nhà phân phối Lada hoặc ngừng kinh doanh hoặc quay sang các nhà sản xuất khác. Đứng trước nhu cầu đáp ứng được các tiêu chuẩn kiểm soát khí thải mới năm 1992 của EU, Lada đã tìm cách tiếp tục sử dụng một carburettor với một đường xả khí sử dụng chất xúc tác thay vì sử dụng thiết bị phun nhiên liệu điện tử hầu như đã được ứng dụng toàn cầu. Ba năm sau lần thử nghiệm MOT đầu tiên, họ thất bại nặng nề, và cần có những chất xúc tác mới, đắt tiền. Việc sử dụng quá nhiều nhiên liệu đã làm hỏng các chất xúc tác. Tai họa này, cộng với việc thiếu hụt một số thành phần nhập khẩu, và sự cạnh tranh gia tăng từ phía Daewoo và Proton trong thập niên '90, đã khiến AvtoVAZ phải rút lui khỏi UK, Ireland và hầu hết các thị trường Tây Âu. Xe Lada vẫn hiện diện ở một số thị trường châu Phi, Caribbean và Mỹ La tinh.
Từ năm 1979, Lada sản xuất xe dẫn động bốn bánh Niva. Họ có cách chế tạo sáng tạo trong thị trường xe 4x4 và đã trở thành tiêu chuẩn là sử dụng khung gầm nặng riêng biệt. Niva cạnh tranh tốt với các đối thủ Nhật Bản như Suzuki SJ và Daihatsu Fourtrak về sự ổn định và hợp lý, và trên tất cả, khả năng off-road. Tương tự, giá thành Niva rẻ hơn rất nhiều so với các đối thủ. Đây là lĩnh vực Lada thu được thành công thương mại trong thập niên 1990. Niva được nhiều lực lượng cảnh sát Anh chấp nhận và hầu như được sùng bái trong cộng đồng tài xế ưa chuộng xe 4x4 tại Anh cũng như những nước khác. Doanh số Niva có thể còn tăng nữa nếu họ cung cấp tùy chọn động cơ diesel, nhưng loại động cơ này không bao giờ được cung cấp tại Anh. Sau khi Lada rút khỏi UK & Ireland năm 1997, nhiều nhà phân phối tiếp tục đặt hàng Niva qua các hợp đồng nhập khẩu đặc biệt để bán trên thị trường Anh. Những chiếc xe này sử dụng một số động cơ của General Motors, nhằm đáp ứng các yêu cầu kiểm soát khí thải tại Anh Quốc. Một số người yêu mến Lada đã tổ chức một chuyến đi tới Tallinn, nơi họ có thể mua những chiếc Lada mới, tay lái thuận (sản xuất cho thị trường Tây Phi) chỉ với mức giá US$2,500.

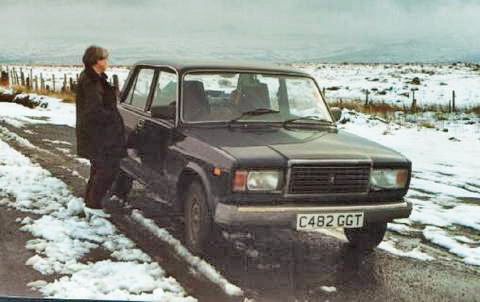
1985 Lada Riva 1500

Nỗ lực đầu tiên của Lada nhằm bước vào thị trường xe hiện đại là chiếc Samara hatchback năm 1984 (tung ra thị trường Anh năm 1987), sử dụng một thiết kế cơ khí hoàn toàn mới. Nhưng nhiều khách hàng của dòng xe rẻ lại ưa thích chiếc Riva cũ, mà họ cho rằng thực tế còn tốt hơn (dù có thiết kế cổ) và giá cũng rẻ hơn nhiều.
Năm 1997, dòng Lada rút khỏi Anh và các thị trường châu Âu, nhưng nó tiếp tục có được thành công lớn tại Nga. Một nỗ lực khác trên thị trường xe hiện đại xuất hiện năm 1996 với chiếc 2110, kích thước tương tự với Ford Mondeo hay Opel Vectra. Model này không bao giờ được bán tại Anh hay Ireland. Nó có hình thức và thực tế hiện đại hơn nhiều so với tất cả các dòng Lada khác, nhưng lại có độ tin cậy kém trong những năm sản xuất đầu tiên, khiến công ty dù đang chịu nhiều khó khăn tài chính phải chi hàng triệu cho việc tìm kiếm lỗi và sửa chữa chúng.
Sau khi Lada (UK) dừng hoạt động năm 1997, số xe Lada còn lại tại Anh được cung cấp dịch vụ bởi Lada (France). Những chiếc Lada nhanh chóng biến mất trên những con đường nước Anh. Chúng có giá trị thấp trên thị trường xe cũ Anh. Nhiều chiếc Lada đăng ký tại Anh và Ireland đã được bán lại Nga (đặc biệt qua những người đánh cá Nga), để được dỡ lấy phụ tùng hay bán cho những người ưa chuộng những chiếc xe xuất khẩu có tính năng cao.
Đã có nhiều nỗ lực tái giới thiệu Lada trên thị trường Anh (dù chưa có tại thị trường Iriland), nhưng vẫn chưa mang lại kết quả.

### Ecuador

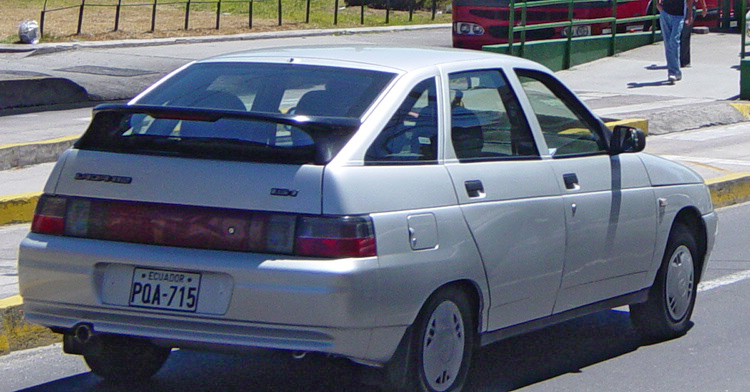
Lada 112 "Sport" (trái) tại Quito, Ecuador

Xe Lada đã xuất hiện tại Ecuador trong thập niên 1970. Việc nhập khẩu đã dừng lại hồi giữa thập niên 1990. Năm 2000, AvtoVAZ liên kết với nhà máy địa phương AYMESA để sản xuất Lada Niva 4x4 1.7i. Thỏa thuận này chấm dứt năm 2005 khi việc nhập khẩu xe tiếp tục trở lại.
Tới năm 2007 các model xe khác cũng được nhập khẩu: Lada 110, Lada 111, Lada 112, Lada Kalina (sedan), Lada Niva 2121 (3-cửa), Lada Niva 2131 (5-cửa) và Lada 2107 "Clasico".
Có một số model rất cổ, như Lada 2101, vẫn đang hoạt động.

### Phần Lan
Lada tới Phần Lan năm 1971. Những chiếc xe này nằm trong số xe bán chạy nhất ở Phần Lan trong những năm 1970 nhưng thị phần chủa chúng đã giảm xuống và vào năm 2004 những chiếc Lada nằm ở vị trí 26 trong số xe đăng ký mới. Các model Lada bán tại Phần Lan là Kalina và Niva. Kalina được gọi là "Lada 119" tại Phần Lan.
Từ những năm 1990 đã có những cuộc gặp gỡ của các tài xế lái các model Lada. Năm 2008 những người sở hữu Lada đã thực hiện một chuyến đi tới nhà máy Lada tại Nga trên những chiếc xe của họ.

### Costa Rica
Tại Costa Rica Lada được nhập khẩu một số năm hồi cuối thập niên 70. Các model khác được nhập khẩu gồm Niva, Samara, 2104,... Vẫn còn một số chiếc Ladas hoạt động nhưng rất hiếm.

### Singapore
Lada Samara được giới thiệu tại Singapore trong một thời gian ngắn đầu thập niên 1990. Chúng rất không thích hợp tại một quốc gia nơi những chiếc xe trên ba năm tuổi phải được giám định hàng năm, bởi độ tin cậy kém đặc biệt trong điều kiện khí hậu nhiệt đới. Cộng với hệ thống Chứng nhận Được phép, có nghĩa chủ xe phải trả một khoản tiền lớn nếu muốn tiếp tục sử dụng chiếc xe trên 10 năm tuổi, Lada rõ ràng không có chỗ đứng và đã phải nhanh chóng rút lui. Có một số, nếu còn xe Lada, xuất hiện trên những con đường Singapore.

### Trinidad và Tobago
Từ năm 1995 tới năm 2001, đã có một cố gắng marketing Lada Riva saloons, estates, Nivas và Samaras khá thành công tại Trinidad và Tobago. Sử dụng bộ thiết bị điều khiển tay lái nghịch không còn sử dụng nữa từ Lada Anh Quốc, chúng được bán làm phương tiện vận chuyển với giá rẻ và có thời điểm Riva 1.5 SE saloon là chiếc xe rẻ nhất trên thị trường. Nhà phân phối Trinidad, Petrogas Ltd. đã giới thiệu Riva như một chiếc xe gia đình và Niva như một chiếc 4x4 thời thượng. Cả hai chiếc đều được trang bị tốt và bán trong khoảng US$8,000.00-$15,000.00. Các vấn đề về han rỉ, độ tin cậy và sự cạnh tranh ngày càng tăng từ thị trường xe Nhật Bản nhanh chóng buộc Lada phải rút lui. Chiếc Samara được giới thiệu năm 2000 và là nỗ lực cuối cùng cứu vớt thương hiệu. Nó đã không thành công và chiếc Samaras được bán như bộ phụ tùng chưa hoàn chỉnh năm 2003.

## Motorsport
Lada tham gia tranh tài với tư cách một đội nhà máy tại World Touring Car Championship, với model 110. Họ có kế hoạch thay thế nó bằng model Priora trong mùa giải 2009. Đội nhà máy Lada factory có ba chiếc 110 vào 2009 World Touring Car Championship (WTCC). Chúng do Viktor Shapovalov, Krill Ladygin và Japp van Lagen lái.

## Tài trợ
Lada tài trợ Câu lạc bộ Bóng đá Aldershot thuộc giải Football League ở Anh trong hai mùa giải dẫn tới sự phá sản của nó năm 1992. Lada cũng tài trợ Colo Colo (Chile) trong mùa tranh vô địch của họ năm 1991.

## Image gallery

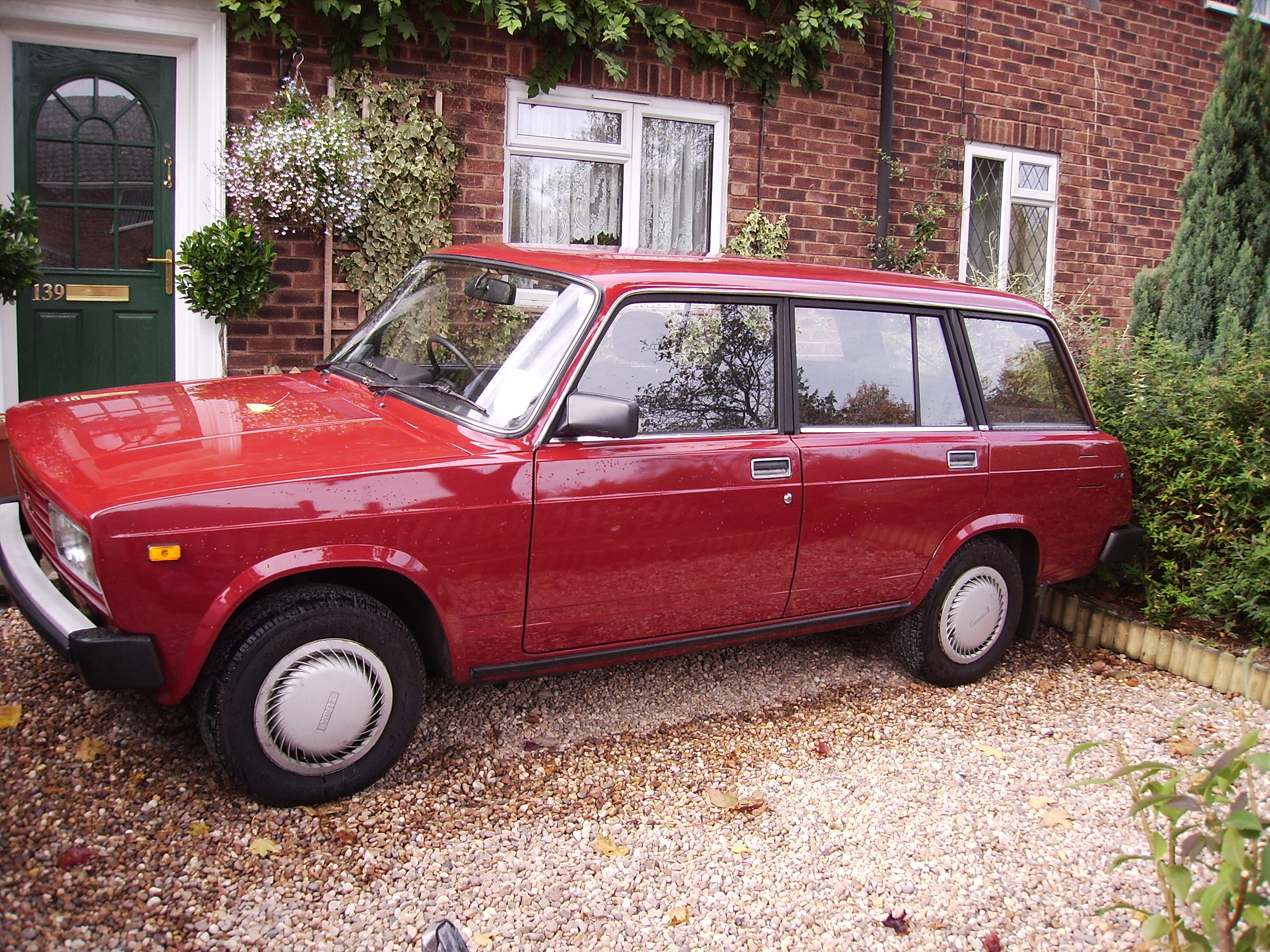
Lada Riva 1500 Estate, Evesham
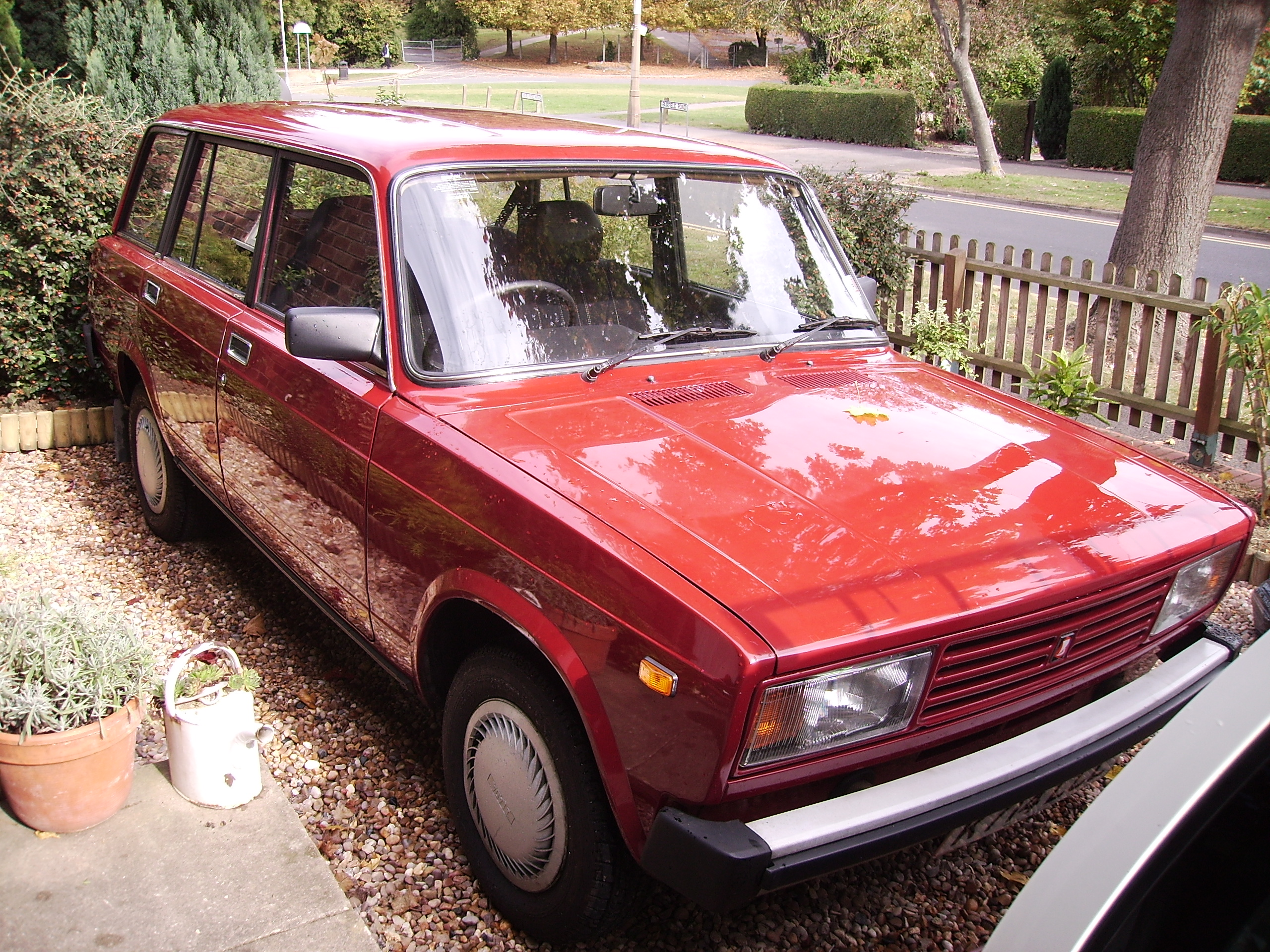
1993 Lada Riva 1500 Estate Evesham
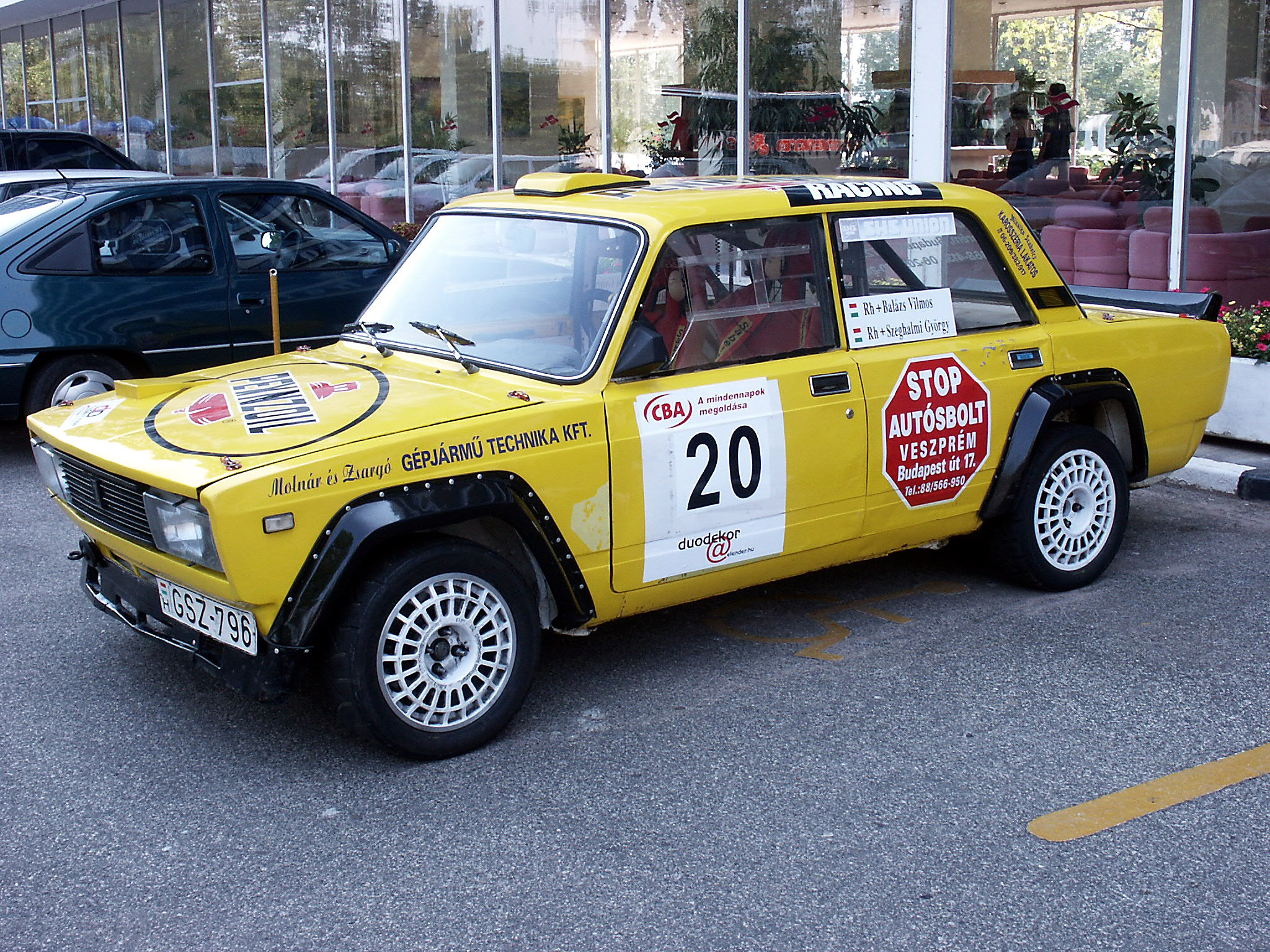
Xe đua Lada tại Hungary
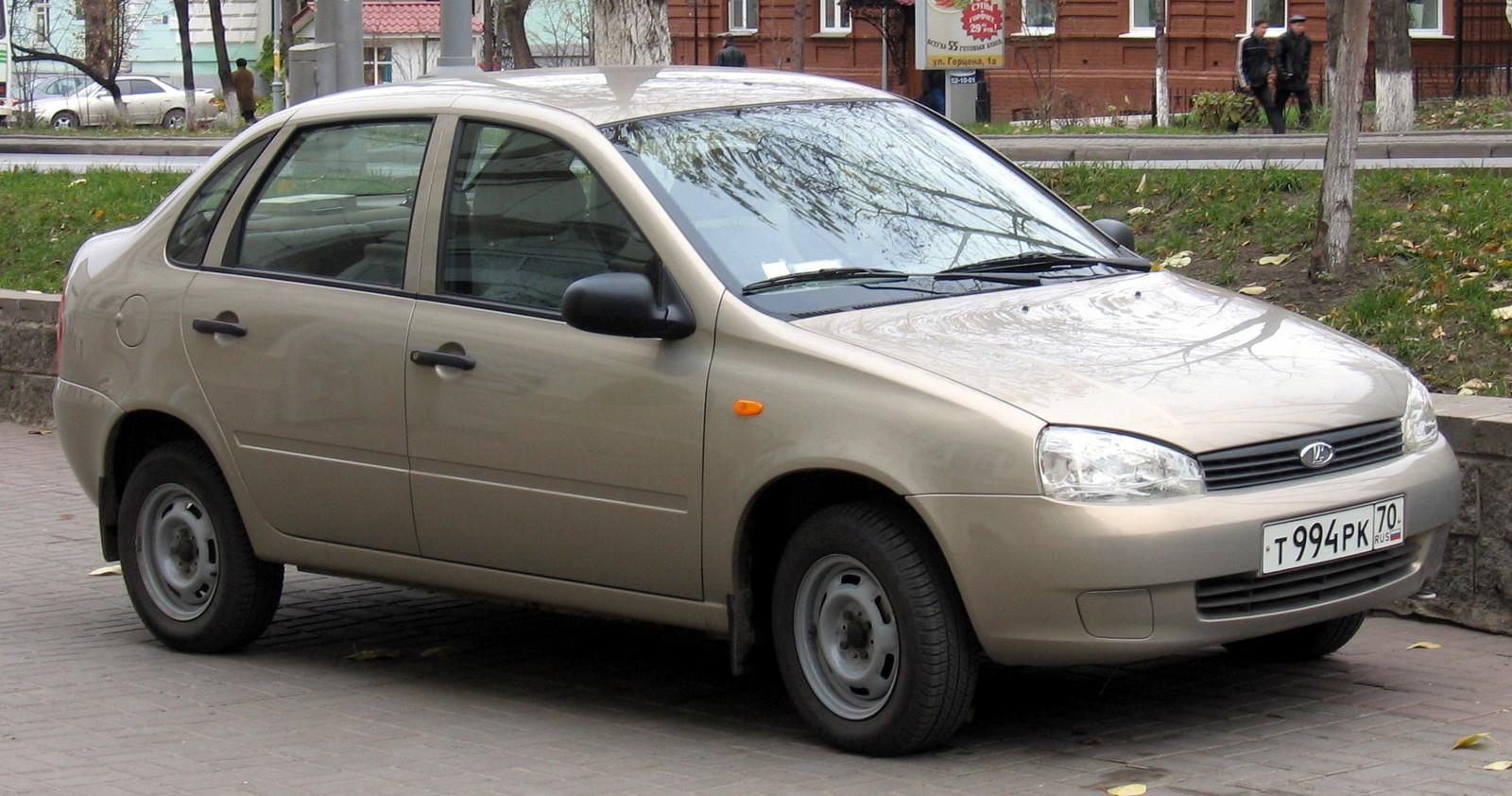
Lada Kalina Sedan
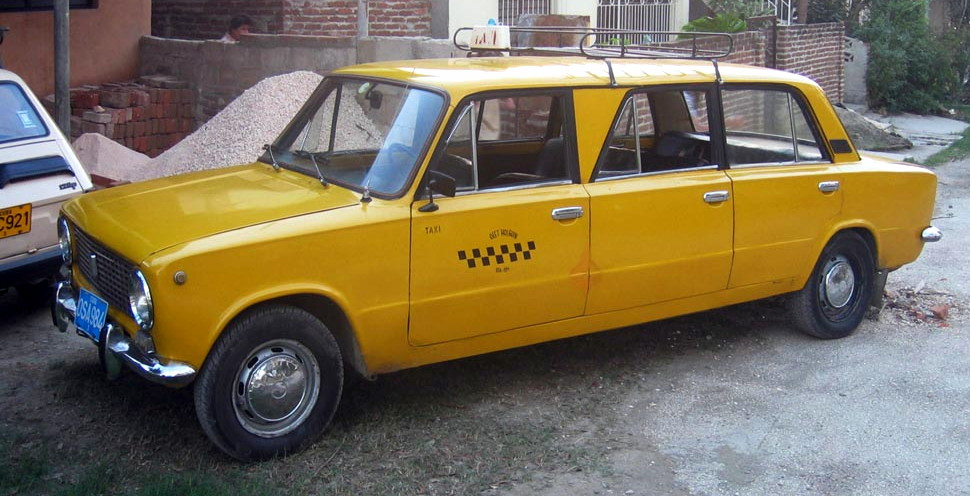
Một phiên bản limousine tự chế của Lada 2101, tại Trinidad, Cuba
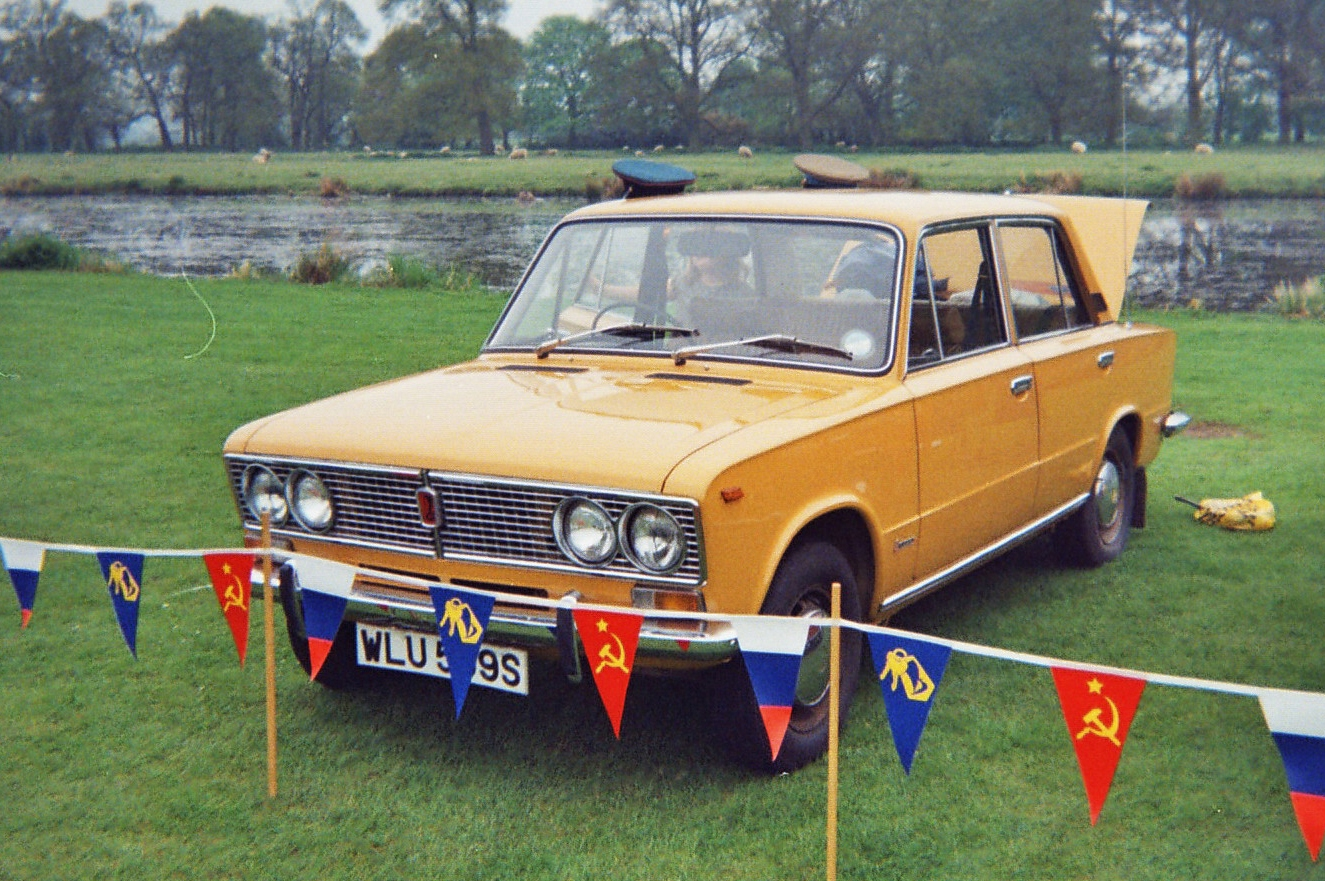
1978 Lada 1500